# Observatório Real da Marinha
O Observatório da Marinha foi o primeiro  observatório português e funcionou de 1798 a 1874.

## História
Criado em 1798, sob proposta de D. Rodrigo de Sousa Coutinho, na altura, secretário de Estado de Negócios da Marinha. O seu primeiro director foi Manuel do Espírito Santo Limpo, capitão de fragata e lente de Matemática e Navegação da Real Academia da Marinha.
O objectivo do Observatório era fornecer aos cadetes uma experiência prática na observação dos astros. Localizado inicialmente no Arsenal da Marinha de Lisboa, viu os seus instrumentos enviados para o Brasil em 1809, na sequência da fuga da corte em consequência das invasões francesas. Terminada a Guerra o observatório volta a ser reequipado, até que em 1822, é movido para o Colégio dos Nobres por motivos de obras nas instalações do Arsenal.
Mas as novas instalações precisavam, também elas, de obras, o que atrasou a sua instalação. Mas seria nesta época que Filipe Folque tenta entrar ir para aí trabalhar como ajudante, mas é preterido pelo então director que contrata o seu filho. Um incêndio destrói o Colégio dos Nobres em 1843, mas os instrumentos astronómicos são resgatados antes de serem danificados pelo fogo. Filipe Folque viria finalmente a conseguir entrar para o quadro em 1856, sendo um dos maiores impulsionadores do Observatório, que neste espaço de tempo havia regressado ao Arsenal. Com a abertura do Observatório Astronómico de Lisboa em 1867, e devido tanto a dificuldades orçamentais como ao facto do seu edifício ter sido danificado no terramoto em 1858, foi extinto de forma inglória em 1874.
Apesar de extinto, muita da instrumentação ficou nas suas antigas instalações do Arsenal, e sobreviveriam até ao século XX, quando se perderam no incêndio da Escola Naval de 1916, onde desapareceram também muitos modelos de navios construídos no Arsenal ao longo dos seus séculos de existência.